# Möglingen
Möglingen è un comune tedesco di 10 449 abitanti, situato nel land del Baden-Württemberg.